# والتر غيلبرت
والتر غيلبرت (بالإنجليزية: Walter Gilbert)‏ (16 سبتمبر 1853 - 26 يوليو 1924 في كندا) هو لاعب كريكت بريطاني (وحمل سابقاً جنسية المملكة المتحدة لبريطانيا العظمى وأيرلندا). لعب مع نادي مقاطعة ميدلسكس للكريكت ‏ ونادي مقاطعة غلوستر للكريكت ‏.

## وصلات خارجية
- والتر غيلبرت على موقع إي آس بي آن كريك إنفو (الإنجليزية)